# Дарьин, Александр Витальевич
Александр Витальевич Дарьин (род. 16 августа 2000, Ярославль) — российский хоккеист, нападающий.

## Биография
Воспитанник ярославского «Локомотива». В сезоне 2017/18 дебютировал в команде НМХЛ «Локо-Юниор», со следующего сезона стал играть в «Локо» из МХЛ. На драфте НХЛ 2019 года был выбран в 4-м раунде под общим 107-м номером клубом «Аризона Койотис». 23 февраля 2020 года в гостевой игре «Локомотива» против «Авангарда» (1:0) провёл первый матч в КХЛ. Также выступал в ВХЛ за «Буран» Воронеж. Сезон 2021/22 провёл в фарм-клубе «Молот» Пермь в ВХЛ.
23 мая 2022 года был обменян в нижегородское «Торпедо». 26 сентября 2023 года в рамках сотрудничества между клубами перешёл в команду ВХЛ «АКМ». Провёл два матча и 13 октября был обменян в «Витязь».